# Donald S. Fredrickson

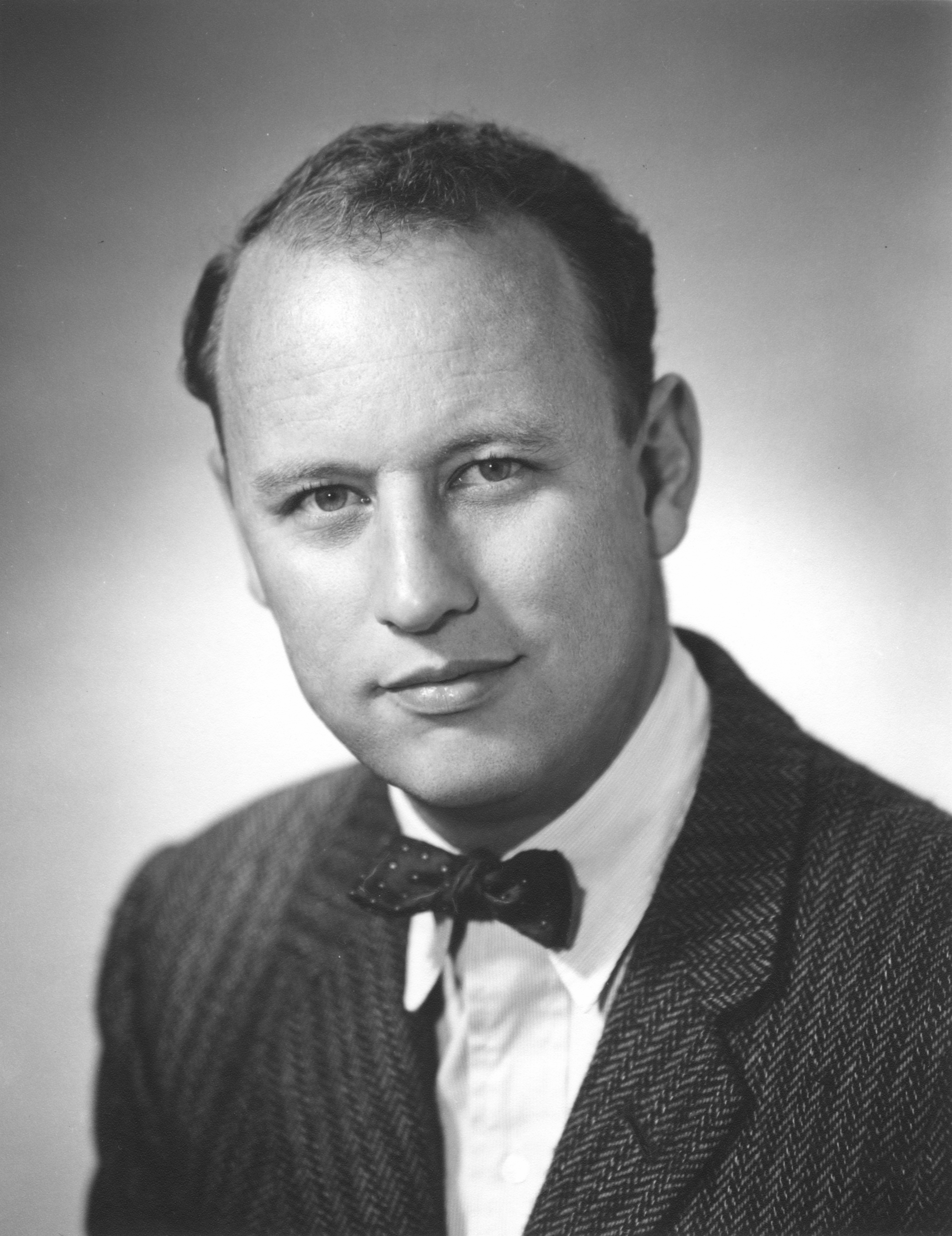
Donald S. Fredrickson, 1961

Donald Sharp Fredrickson (* 8. August 1924 in Cañon City; † 7. Juni 2002 in Bethesda, Maryland) war Physiologe und beschrieb 1961 als erster die Tangier-Krankheit. Neben zahlreichen anderen herausragenden Funktionen hatte er von 1975 bis 1981 das Amt des Direktors der National Institutes of Health (NIH) inne. 1973 wurde er in die National Academy of Sciences, 1975 in die American Academy of Arts and Sciences gewählt, 1978 wurde er mit einem Gairdner Foundation International Award ausgezeichnet. Seit 1985 war er Mitglied der American Philosophical Society. Nach ihm ist auch die Einteilung der Primären Hyperlipoproteinämien benannt.

## Wesentliche Veröffentlichungen
Seine wesentlichen Veröffentlichungen fanden im Bereich des menschlichen Fettstoffwechsels und der Erbkrankheiten statt.
- Hoffman, Harry N., and Donald S. Fredrickson. Tangier Disease (Familial High Density Lipoprotein Deficiency): Clinical and Genetic Features in Two Adults. The American Journal of Medicine 39, 4 (Oktober 1965): 582-593.
- Fredrickson, Donald S., Robert I. Levy, and Robert S. Lees. Fat Transport in Lipoproteins--An Integrated Approach to Mechanisms and Disorders. New England Journal of Medicine, (1967): 1-46.
- Personal reminiscence of President Lyndon B. Johnson’s 1967 visit to NIH.
- Pruitt, John. Tangier Disease: Tonsils May Cure Hearts. Virginian-Pilot, (1967).
- Fleischmajer, Raul, and Alan M. Schragger. Familial Hyperlipoproteinemias. Hahnemann University, After 1969. Report.
- Fredrickson, Donald S. et al. Report of the National Heart and Lung Institute Panel on Hyperlipidemia and Premature Atherosclerosis.
- Clifton-Bligh, P., P. J. Nestel, and H. M. Whyte. Tangier Disease: Report of a Case and Studies of Lipid Metabolism. New England Journal of Medicine 286, 11 (16. März 1972): 567-571.
- Tonsils and Apolipoproteins: Lessons about Plasma Lipoproteins Derived from Tangier Disease and Other Mutants. Jimenez Diaz Memorial Lectures, 1969-1974. Foundation Conchita Rabago, 1974. pp. 129–156.
- Phenotyping: On Reaching Base Camp (1950-1975). Circulation (Supplement) 87, 4 (April 1993): III-1-III-15.
- The First Heart Transplant in Man. Diary. Excerpt. Memoir. 26. April 1997.